# Quadrilátero Ferrífero

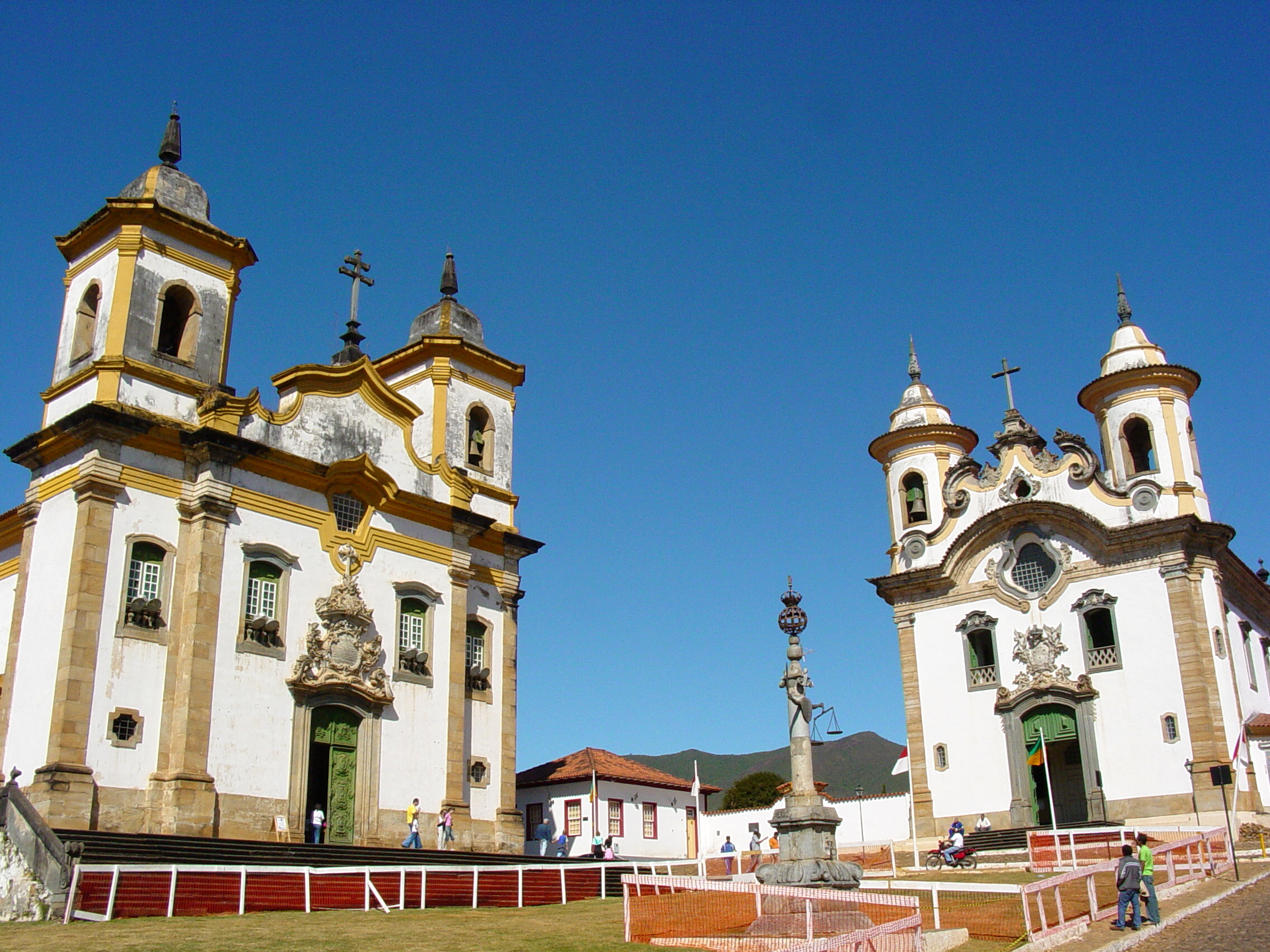
Igrejas em Mariana, Minas Gerais

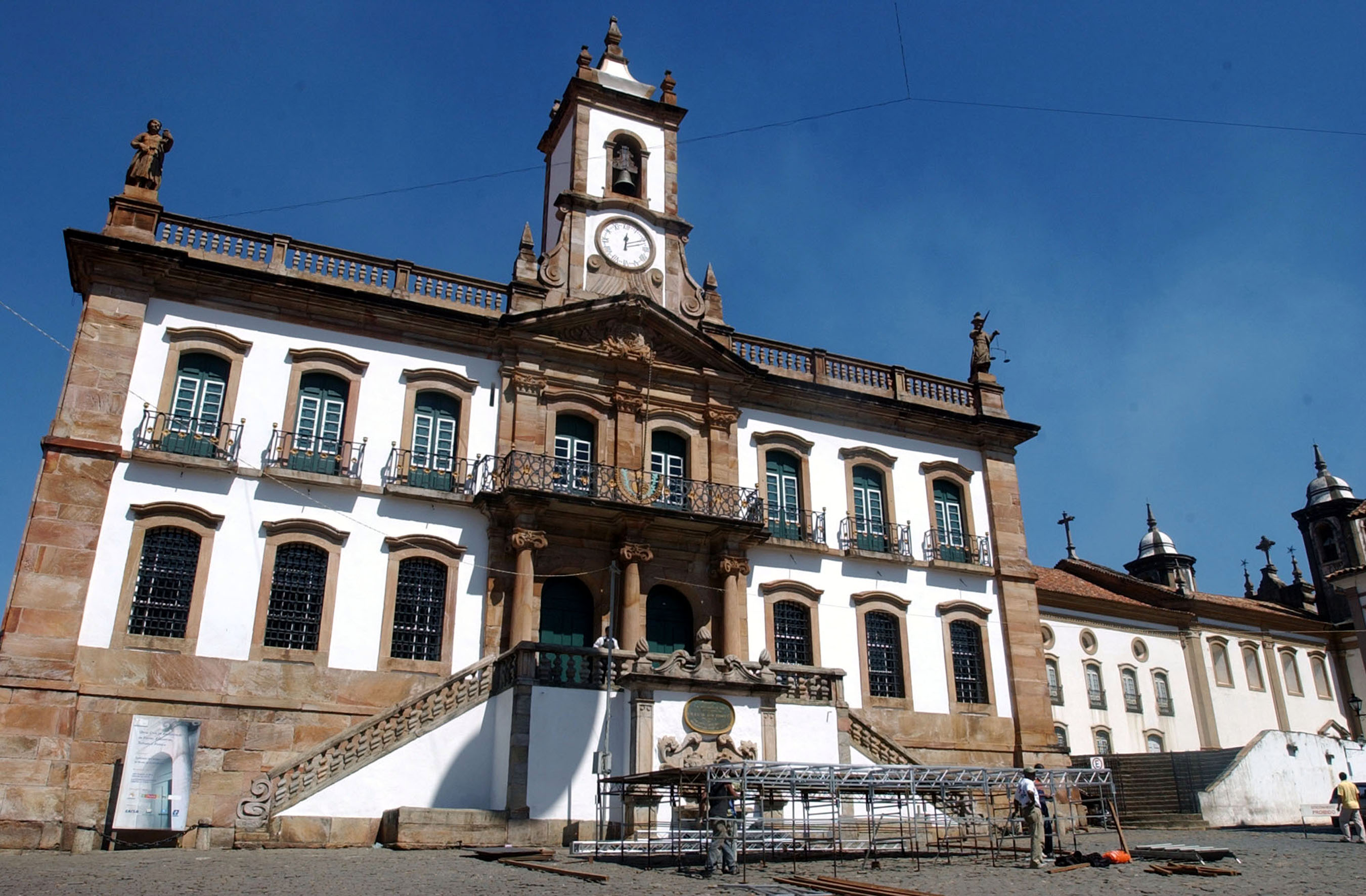
Museu da Inconfidência em Ouro Preto, Minas Gerais

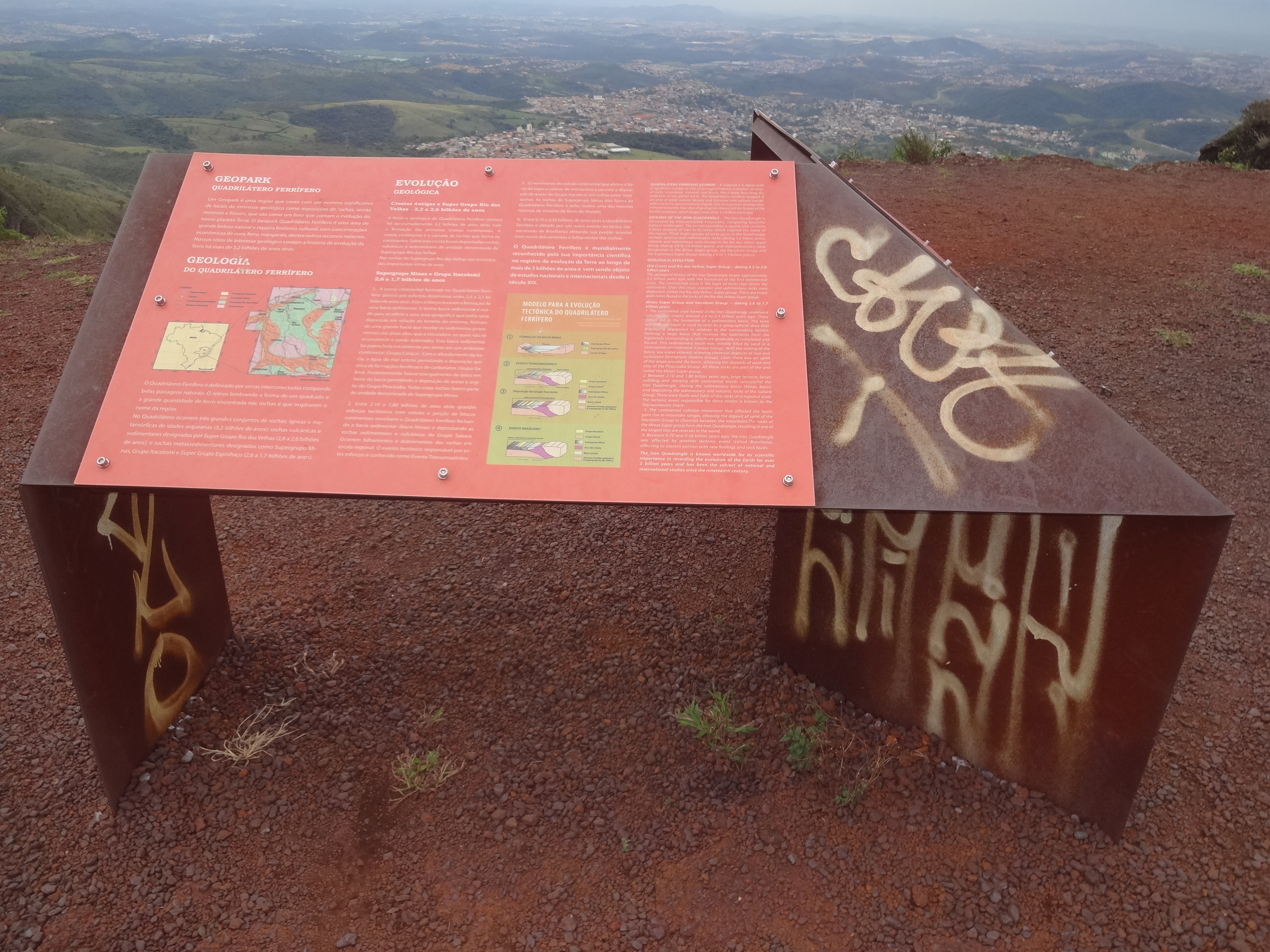
Placa explicativa sobre o Quadrilátero Ferrífero, dentro do Parque Estadual da Serra do Rola-Moça.

Quadrilátero Ferrífero é uma região localizada no centro-sul do estado de Minas Gerais, que é a maior produtora nacional de minério de ferro bruto. O estado foi recentemente superado pelo Pará nos quesitos de produção beneficiada e também de valor comercializado, conforme dados de 2020 publicados pela Agência Nacional de Mineração, com destaque para a região de Carajás. De toda a produção nacional, 48% saem da região, que tem uma área de aproximadamente 7 mil quilômetros quadrados e abrange os municípios de Caeté, Itabira, Itaúna, João Monlevade, Mariana, Ouro Preto, Rio Piracicaba, Sabará e Santa Bárbara, entre outros. Além do minério de ferro, também são extraídos do Quadrilátero Ferrífero ouro e manganês.
Foi um importante polo aurífero na época do ciclo do ouro, quando os portugueses colonizaram a região em busca de esmeraldas, uma raridade sobre a qual circulavam boatos sobre a sua existência. No entanto, ao invés de esmeraldas, encontraram ouro de tonalidade escura, dando origem ao nome Ouro Preto para o local do descobrimento. O Ciclo do Ouro no século XVIII impulsionou o desenvolvimento da área do Quadrilátero Ferrífero, atraindo uma grande população em busca de riquezas. A exploração mineral, especialmente a extração de ouro, teve um impacto significativo na sua formação histórica e econômica.
O povoamento teve início com a mineração no século XVII. Com a sua decadência, no fim do século XVIII, a região ficou estagnada. No fim do século XIX, com a fundação de Belo Horizonte, houve um novo surto de povoamento.
Lá encontra-se parte de duas das mais importantes bacias hidrográficas do estado, a do Rio Doce e a do Rio das Velhas.
Desde o século XX, sua produção, em especial a extração de minério de ferro, abastece as usinas siderúrgicas nacionais e produz, em grande parte, para exportação através da Vale S.A., antiga CVRD (Companhia Vale do Rio Doce). O minério é escoado através da Estrada de Ferro Vitória a Minas até os terminais do Porto de Tubarão, em Vitória, capital do Espírito Santo (tanto a ferrovia Vitória-Minas quanto o Porto de Tubarão pertencem à Vale S.A.). 
Parte do transporte do minério é feito por túneis subterrâneos, chamados minerodutos. Um deles liga Mariana a Anchieta, no estado do Espírito Santo, com extensão de aproximadamente 400 km e atravessando 25 municípios.
Há também o Mineroduto Minas-Rio,que liga a cidade de Conceição do Mato Dentro, em Minas Gerais, ao terminal marítimo de Porto do Açu, no Rio de Janeiro. De lá, a maior parte do minério é enviada para a China. O comprimento total do duto é de 525 km, passando por 32 municípios. O transporte pelo duto tem a duração de três dias e utiliza bombas de alta pressão. A empresa responsável pela estrutura é a Anglo American e as operações tiveram início no final de 2014.

## Municípios integrantes
- Alvinópolis
- Belo Horizonte
- Barão de Cocais
- Caeté
- Congonhas
- Igarapé
- Itabira
- Itabirito
- Itatiaiuçu
- Itaúna
- Jeceaba
- João Monlevade
- Mariana
- Mateus Leme
- Moeda
- Nova Lima
- Ouro Preto
- Ouro Branco
- Raposos
- Rio Acima
- Rio Manso
- Rio Piracicaba
- Sabará
- Santa Bárbara
- Santa Luzia
- São Gonçalo do Rio Abaixo
- São Joaquim de Bicas
- Sarzedo[4]

## Geologia
A geologia desempenhou um papel crucial na trajetória histórica e cultural brasileira desde o final do século XVII, quando a descoberta de ouro na área das cidades históricas de Minas, dentro do Quadrilátero Ferrífero, marcou um ponto de virada. Para além da influência cultural evidente na própria nomenclatura do Estado de Minas Gerais e em seu gentílico, a geologia e a atividade mineradora deixaram uma marca nas expressões culturais da época. Durante esse período, floresceu a arte barroca, representada nas construções religiosas dos primeiros assentamentos.
No início do século XIX, após o início do declínio da produção de ouro na região, esforços de naturalistas europeus que estudavam a região deram origem aos primeiros registros textuais e de seções geológicas regionais. Mesmo após estas iniciativas e o reconhecimento internacional dos teores e estimativas das reservas de minérios de ferro, na região central de Minas Gerais, apenas em 1946 teve início um amplo projeto de conhecimento da geologia da região, que se deu por meio de um convênio entre o Departamento Nacional de Produção Mineral (DNPM) e o United States Geological Survey (USGS). O projeto, coordenado por John van Nostrand Dorr II, culminou em 1969 com a publicação do mapa de integração regional (figura) e seu texto explicativo.
A região expõe uma sucessão de unidades litoestratigráficas que registram processos geológicos de abrangência regional e global durante as eras Neoarqueana e Paleoproterozoica. O Quadrilátero Ferrífero trata-se então de uma das áreas clássicas do estudo do superéon Pré-Cambriano no mundo.

### Estratigrafia
Em linhas gerais, o Quadrilátero Ferrífero (QF) compreende quatro macrounidades rochosas: os complexos metamórficos arqueanos; a sequência metavulcanossedimentar do tipo greenstone-belt, também de mesma idade; as rochas supracrustais de idade paleoproterozoica e as coberturas sedimentares cenozoicas intramontana, tectonicamente controlada juntamente com as detrito-lateríticas, como resultado do intemperismo.[carece de fontes?]

#### Complexos metamórficos
Os complexos metamórficos (granito-gnaissicos) compreendem rochas cristalinas de idade arqueana de composição tonalítica a granítica e subordinadamente por granitos, granodioritos, anfibolitos e intrusões de rochas de natureza máfica e ultramáfica. Análises geocronológicas de zircões detríticos apontam idades de cerca de 3,81 Ga para o protólito da crosta do Grupo Nova Lima, situado acima desses complexos, e a idade das rochas granitoides mais jovens varia de 2,78 a 2,61 Ga. Há ainda os granitos Santa Bárbara de 3,2 Ga

#### Supergrupo Rio das Velhas
Este compreende rochas metavulcânicas e metassedimentares que caracterizam o greenstone-belt também de idade arqueana. Essas rochas apresentam ampla distribuição regional, ocorrendo em toda borda leste-sudeste do Cráton São Francisco (SF).
É composto, da base para o topo, pelos grupos Quebra Osso, Nova Lima e Maquiné, sendo que o primeiro é composto por metakomatiítos, metabasaltos toleíticos e metariolíticos. O Grupo Nova Lima compreende rochas metassedimentares de composição carbonática, siliciclástica e formações ferríferas bandadas do tipo Algoma. Acima deste, em discordância erosiva, situa-se o Grupo Maquiné, no qual estão presentes níveis conglomeráticos na base, quartzitos maciços e sericíticos, sericita-quartzo xistos, metaconglomerados oligomíticos e polimíticos, além de filitos.

#### Supergrupo Minas
É uma sequência metassedimentar de idade paleoproterozoica constituída predominantemente por sedimentos plataformais clásticos e químicos em contato tectônico com a unidade subjacente.
A coluna estratigráfica do Supergrupo Minas e suas subdivisões datam desde o início do século XX, mas a mais aceita foi a proposta por Dorr 1969, sendo sua atual configuração uma junção de contribuições de diversos estudos posteriores. Propõe-se que estratigrafia do Supergrupo Minas seja formada por cinco grandes unidades.
Da base para o topo, encontram-se sedimentos clásticos do Grupo Tamanduá (motivo de discussões sobre a estratigrafia do SG Minas), sedimentos clásticos do Grupo Caraça, sedimentos químicos do Grupo Itabira, sedimentos clásticos e químicos do Grupo Piracicaba e sedimentos do tipo flysh do Grupo Sabará.
O Grupo Caraça é constituído por rochas clásticas que repousam discordantemente sobre as unidades vulcanosedimentares do Supergrupo Rio das Velhas. É dividido em duas formações: Moeda e Batatal. A formação quartzítica basal, inicialmente definida por Quartzito Caraça e renomeada de Formação Moeda, ocupa a base do Grupo Caraça. É composta dominantemente por litologias de composição  quartzítica, que incluem metaconglomerados, filitos, quartzitos de grão fino a grosso com conteúdo variável de sericita. A Formação Batatal é constituída por filitos sericíticos, filitos grafitosos, formação ferrífera e, subordinadamente por metacherts.
O Grupo Itabira, composto dominantemente por sedimentos químicos, é dividido em duas unidades intergradacionais, as formações Cauê na base e Gandarela no topo. A Formação Cauê, compreende itabiritos, itabiritos dolomíticos e anfibolíticos, além de lentes de filito e marga. O contato com a Formação Batatal é gradacional. Sobreposta gradacionalmente à Formação Cauê, a Formação Gandarela é formada essencialmente por itabiritos dolomíticos, dolomitos e mármores.
O Grupo Piracicaba é a sequência clástica de topo, dividido da base para o topo nas formações Cercadinho, Fecho do Funil, Tabões e Barreiro. A Formação Cercadinho é composta por quartzito, quartzito ferruginoso, filito ferruginoso, filito dolomítico e dolomito. A Formação Fecho do Funil é formada por filito dolomítico, filito e dolomito. A Formação Taboões consiste, essencialmente, de ortoquartzitos finos e equigranulares. A Formação Barreiro é formada, predominantemente, por xisto, filito e filito grafitoso.
No topo do Supergrupo Minas ocorre uma sequência de rochas imaturas com contribuição vulcanogênica, que constitui o Grupo Sabará. Esta sequência tem uma espessura de 3 - 3,5 Km e é composta por xistos, filitos, metarenitos, metavulcanoclásticas, metaconglomerados e metadiamictitos. O contato inferior e superior do Grupo Sabará com as unidades do Grupo Piracicaba e com o Grupo Itacolomi, respectivamente, dá-se por meio de uma discordância erosiva.
Estudos realizados nas proximidades de Lavras Novas, ao sul da cidade de Ouro Preto, no Sinclinal Dom Bosco, caracterizaram duas unidades litoestratigráficas integradas ao Grupo Sabará: a inferior, Formação Saramenha, e a superior, Formação Estrada Real.
A Formação Saramenha é caracterizada por intercalações de metadiamictitos, metapelitos, metarritmitos, metarenitos, xistos e filitos negros. As maiores espessuras são alcançadas pelos xistos, metadiamictitos e metapelitos, respectivamente.
A Formação Estrada Real encontra-se estratigraficamente sobreposta à Formação Saramenha, em contato inferior normal e abrupto. Litologicamente é composta predominantemente por metarenitos sericíticos, que gradam para metaconglomerados polimíticos, intercalados com camadas métricas a decamétricas de metadiamictitos.

#### Grupo Itacolomi
O Grupo Itacolomi, unidade encontrada no topo da sequência, é constituído, essencialmente, por quartzitos e, subordinamente, de metaconglomerados de origem continental. Na localidade tipo, que é a Serra do Itacolomi, as rochas deste grupo sobrepõem as unidades Sabará, Barreiro e Fecho do Funil, em discordância angular erosiva.
São definidas duas fácies para o grupo, uma de quartzitos e metaconglomerados, sendo o Itacolomi típico; e a segunda, predominantemente filítica a xistosa, denominada de fácies Santo Antônio. A fácies Santo Antônio, com ocorrência na região de Congonhas, é composta por filitos, filitos quartzíticos, metaconglomerados, quartzitos e quartzito ferruginosos.

#### Rochas intrusivas pós-Minas
Rochas intrusivas pós-Minas foram mapeadas cortando as rochas do Supergrupo Minas e embasamento. Constituem diques máficos de direção N-NW. Um destes diques foi datado e apresentou uma idade de 1,714 Ga.

#### Sedimentos cenozóicos
Por fim, na porção leste do QF ocorrem rochas de idade Cenozóica, as quais têm espessura média de 85 metros e, em geral, são recobertas por canga dura ou laterita ferruginosa. Estas rochas correspondem a siltitos arenosos, arenitos grossos e brechas da Formação Fonseca, arenitos avermelhados e diamictitos da Formação Cata Preta e paleodepósitos estratificados, laterizados, compostos por seixos polimíticos, arredondados e de vários tamanhos, denominados de Formação Chapada de Canga.

### Evolução geológica
Por se tratar de um terreno formado por rochas muito antigas, o QF apresenta uma longa e complexa história geológica. Os principais eventos que compõe a evolução geológica da região estão apresentados a seguir.

#### Paleoarqueano ao Mesoarqueano
Uma parte considerável da crosta continental do Quadrilátero Ferrífero foi formada entre o Paleoarqueano e o final do Mesoarqueano, sendo os gnaisses do Complexo Santa Bárbara os registros litológicos mais antigos da província (3.2 Ga). A datação de zircões detríticos com idades entre 3,0 e 3,4 Ga presentes em gnaisses e em sequências do Supergrupo Nova Lima e do Supergrupo Minas também corroboram para essa hipótese. Além disso, outras importantes evidências são idades modelo Sm-Nd de gnaisses e granitos do Complexo Bonfim com valores de 3,3 Ga e zircões detríticos de unidades do Supergrupo Minas com idades de depleção do manto entre 3,0 e 3,8 Ga.

#### Mesoarqueano ao Neoarqueano
Entre o final do Mesoarqueano e o final do Neoarqueano, três grandes eventos tectonomagmáticos podem ser definidos: (1) Rio das Velhas I, (2) Rio das Velhas II e (3) Mamonas.
Durante o evento Rio das Velhas I, entre 2,92 e 2,85 Ga, há formação de uma parcela da crosta continental a partir da coalescência de múltiplos arcos de ilhas. Já entre 2,8 e 2,76 Ga, o evento Rio das Velhas II é marcado pela subducção da crosta oceânica sob a crosta continental. Durante esses eventos ocorreu a formação dos granitoides de médio potássio do Quadrilátero Ferrífero, cuja composição é fruto da mistura entre magmas oriundos da fusão parcial da crosta oceânica e do retrabalhamento crustal.
Entre 2,76 e 2,68 Ga, durante o Evento Mamona, os granitoides de médio potássio foram metamorfisados e se tornaram gnaisses bandados, ao passo que diques foram rotacionados paralelamente a esse bandamento. Esse evento metamórfico pode ser a evidência da colisão entre dois blocos continentais e chegou a atingir o fácies anfibolito alto localmente, em função da presença de migmatitos. Nesse contexto, durante o espessamento crustal, parte da pilha sedimentar foi deformada e desidratada. Em seguida, durante um período extensional e de delaminação da litosfera, há um upwelling astenosférico e a formação de granitos de alto potássio sin a tardi colisionais. De acordo com dados geoquímicos, esses granitos são oriundos da fusão parcial restrita de sequências sedimentares depositadas durante o evento Rio das Velhas II.
De forma resumida, duas grandes mudanças marcaram o Neoarqueano no Quadrilátero Ferrífero. A primeira diz respeito à formação de granitos de alto potássio, semelhantes aos do tipo I, enquanto a segunda se relaciona à deposição de 2000 metros de uma sequência sedimentar representativa do Grupo Maquiné.

#### Neoarqueano ao Paleoproterozoico
Entre 2,6 Ga e 2,0 Ga houve a deposição do Supergrupo Minas que, por sua vez, guarda registros de muitos momentos do Ciclo de Wilson. Nesse sentido, essa seção pode ser subdividida em duas fases: evolução da Bacia Minas e desenvolvimento do Orógeno Acrescionário Minas.

##### Evolução da Bacia Minas
O desenvolvimento da Bacia Minas, entre 2,6 e 2,4 Ga, se dá ao longo das margens dos crátons do Congo e São Francisco. Essa bacia é interpretada tanto como intracratônica quanto como uma sequência supracrustal plataformal com substrato siálico. A base do Supergrupo Minas, formada pelas sequências sedimentares clásticas dos grupos Tamanduá e Caraça, foi depositada durante o estágio inicial de subsidência da Bacia Minas. Já a precipitação do Grupo Itabira, unidade intermediária, é constituída pelas formações ferríferas bandadas da Formação Cauê e pelos carbonatos da Formação Gandarela. Esses litotipos representam a fase de subsidência termal da Bacia Minas, com a consolidação da fase de margem passiva. Por fim, a unidade de topo do Supergrupo Minas, o Grupo Sabará, é constituído por metassedimentares clásticas sin-orogênicas do tipo flysch que marcam a fase de inversão tectônica da Bacia Minas.
Como o Grupo Sabará é pelo menos 300 Ma mais jovem que os sedimentos sotopostos do Supergrupo Minas, há uma mudança significativa tanto no contexto deposicional quanto na fonte desses sedimentos. Os turbiditos do Grupo Sabará são interpretados como depósitos de leque submarino formados ou em bacias sin-orogênicas periféricas ao arco magmático ativo ou em bacias de antepaís.

##### Desenvolvimento do Orógeno Acrescionário Minas
Dois grupos de estruturas paleoproterozoicas são dominantes na região do Quadrilátero Ferrífero. O primeiro deles é definido por dobras e falhas de cavalgamento com vergência para NW associadas a um metamorfismo de baixo a médio grau. Já o segundo está relacionado a uma geometria de domos e quilhas, em que domos granito-gnáissicos arqueanos são bordejados por quilhas supracrustais arqueanas e paleoproterozoicas.
Os cinturões de dobramentos e cavalgamentos foram formados durante a colisão entre os atuais núcleos dos crátons São Francisco e Congo, no chamado Evento Riaciano. Essa colisão culminou na formação do Cinturão Mineiro, no extremo sul do Cráton São Francisco. As estruturas resultantes foram formadas durante um regime compressivo, afetam os litotipos do Supergrupo Minas, tendem a ser superpostas por zonas de cisalhamento extensionais da fase de domos e quilhas e, na porção leste do Quadrilátero Ferrífero, são superpostas por estruturas brasilianas com vergência para oeste.
Durante o Orosiriano, após a consolidação o Orógeno Minas, a região do Quadrilátero Ferrífero passa por uma fase de colapso orogênico. Nesse momento, há a deposição dos sedimentos pós-orogênicos clásticos do Grupo Itacolomi e o desenvolvimento da geometria de domos e quilhas. Os domos são representados por granitoides de 2,78 a 2,6 Ga e gnaisses de 2,92 Ga balizados  por zonas de cisalhamento extensionais de alto ângulo que muitas vezes obliteram as estruturas riacianas. Já as quilhas são constituídas, na base, pela sequência greenstone belt do Supergrupo Rio das Velhas e, no topo, pelas metassedimentares do Supergrupo Minas.

## Cultura
Muitas cidades do Quadrilátero Ferrífero preservam exemplos de arte e arquitetura colonial. Destaca-se Ouro Preto, reconhecida como Patrimônio Cultural da Humanidade pela Unesco. Essas cidades possuem patrimônios tombados, com igrejas barrocas e casarões antigos, refletindo a influência da era da mineração.
Na região, encontram-se duas instituições de ensino superior de renome em geociências, destacando-se pela tradição. Devido à sua posição como uma das províncias minerais mais importantes do mundo, com atividades de exploração que remontam a mais de 300 anos, a compreensão geológica, os impactos ambientais resultantes dos processos mínero-metalúrgicos e o crescimento populacional indicam a urgência de avanços nas análises e medidas de proteção da região.

## Economia
A economia do Quadrilátero Ferrífero tem sido historicamente dominada pela mineração, em especial a extração de minério de ferro, com grandes empresas mineradoras operando na área.
Em 1910, importantes jazidas foram descobertas, levando à criação do Brazilian Hematite Syndicate por engenheiros ingleses. No ano seguinte, a Itabira Iron Ore Company foi estabelecida com permissão do Governo Federal, focando na extração e exportação do minério, assumindo também a expansão e operação da Estrada de Ferro Vitória a Minas (EFVM) para escoamento do minério. Entretanto, nos últimos anos, há esforços para diversificar a economia, promovendo setores como turismo, ecoturismo, agricultura e manufatura, aproveitando os patrimônios históricos e as belezas naturais da região.

## Depósitos e recursos minerais
Fator de destaque para a região, a exploração de diversos recursos minerais no quadrilátero ferrífero representou um marco histórico dentro da evolução do próprio território brasileiro. A exploração do ouro na região no século XVIII contribuiu na interiorização do continente e no desenvolvimento do território brasileiro. Atualmente, além do ouro, são também explorados minério de ferro, bauxita, manganês, pedras preciosas (esmeraldas, topázio imperial), pedras ornamentais (quartzitos, esteatitos, serpentinitos) e materiais voltados para construção civil (areia, calcário, argila). Importante destacar que também existem ocorrências minerais que já foram investigadas, mas sem aproveitamento econômico atualmente como é o caso do urânio nos quartzitos e conglomerados da Formação Moeda

### Depósitos de ouro
Os depósitos de ouro no QF são, em geral, do tipo orogênico posicionados predominantemente no greenstone belt Rio das Velhas. Incluem depósitos de classe mundial Morro Velho e Cuiabá, a maior mina subterrânea do país; além de Raposos, São Bento, Lamego, e os do lineamento Córrego do Sítio. Ainda de importância, cita-se Passagem de Mariana em rochas do Supergrupo Minas.
O Supergrupo Rio das Velhas hospeda inúmeras jazidas de ouro orogênico e todas as em atividade são de propriedade da empresa AngloGold Ashanti Brasil, exceto Pilar/Brumal, da empresa Jaguar Mining Inc. O ouro no Supergrupo Rio das Velhas é principalmente hospedado em formação ferrífera bandada, lapa seca, rochas turbidíticas e máficas (andesíticas e basálticas).
Historicamente, o ouro foi inicialmente recuperado em Morro Velho por Domingos da Fonseca Leme, em 1700, e vem sido explorado continuamente desde 1834, a princípio pela St. John D’El Rey Mining Co.  Duas minas foram abertas para Morro Velho, Mina Velha; e Mina Grande. As operações foram finalizadas em 1995, na Mina Velha, e em 2004, na Mina Grande, com produção total de mais de 400 toneladas de ouro. A rocha hospedeira do minério, conhecida como “lapa seca”, consiste em produtos hidrotermais de rochas xistosas a maciças, compostas por carbonatos, quartzo e plagioclásio que antecede a mineralização e cuja idade é 2,67 Ga (obtida pelo método U-Pb SHRIMP em monazita hidrotermal).
Na jazida Cuiabá está a maior mina subterrânea do Brasil, com um recurso total de 5,78 Moz (em milhões de onças), e teor médio de 10,26 g/t, já tendo produzido cerca de 372 toneladas de ouro. Localiza-se no município de Caeté e opera desde 1986. As rochas hospedeiras correspondem a uma associação de rochas vulcânicas máficas (de base e topo), formação ferrífera bandada, pelitos carbonosos e micáceos, metamorfizadas em fácies xisto verde. A estrutura deposicional e os corpos de minério são controlados pela dobra anticlinal Cuiabá, com eixo 116° e ângulo de mergulho entre 35° e 12°, em que o flanco norte tem posição invertida e o sul posição normal. A mineralização de ouro está associada principalmente a sulfetos (pirita e arsenopirita), hospedada em formação ferrífera bandada.
A jazida Lamego está situada na cidade de Sabará, explorada em mina subterrânea desde 2009. A produção de 2004 até 2016 é calculada em cerca de 40 toneladas de ouro, a teor médio de 4,45 g/t de Au. A mineralização está associada principalmente ao metachert da formação ferrífera bandada e filitos carbonosos na dobra Lamego, reclinada. Da base ao topo ocorrem rocha metamáfica (andesítica; clorita-carbonato-sericita-quartzo xistos), chert bandado intercalado com formação ferrífera bandada, que podem ser carbonosos e/ou ferruginosos, e filitos carbonosos e micáceos, com paragêneses minerais compatíveis com a da fácies xisto verde. Zonas de silicificação contendo quartzo fumê e quartzo branco recristalizado são abundantes e amplamente distribuídas, que contêm os mais altos teores de ouro.
A jazida São Bento teve produção histórica de ouro no subterrâneo de 44,6 toneladas (teor médio 9 g/t Au) entre 1987 e 2001, e há registros de início de operação a céu aberto em 1860. O minério hospeda-se na formação ferrífera bandada São Bento, mineralizada no contato inferior com xistos carbonosos e pelíticos. A formação ferrífera bandada São Bento é intensamente deformada, com alteração hidrotermal carbonática pervasiva.
A jazida Pilar/Brumal está localizada na porção nordeste do QFe, no distrito de Brumal, município de Santa Bárbara. Três estilos de mineralização aurífera são descritos : (i) stratabound, na formação ferrífera bandada; (ii) associada a veios quartzo-carbonáticos em xistos máficos; e (iii) disseminada tanto nas rochas máficas quanto nas vulcanoclásticas. Pirrotita é o sulfeto dominante, seguido por arsenopirita e pirita, com esfalerita, galena, calcopirita, magnetita e ullmanita subordinadas. O ouro está comumente incluso em arsenopirita.
O Lineamento aurífero Córrego do Sítio corresponde a uma zona de cisalhamento dúctil com trend NE-SW, que controla vários depósitos. A mineralização de ouro se hospeda em rochas metaturbidíticas da chamada associação de litofácies ressedimentada, que correspondem a metagrauvacas e filito carbonoso subordinado, alterados hidrotermalmente a quartzo, carbonato e sericita, além de sulfetos e sulfossais. Os minerais-minério mais comuns são arsenopirita, pirita, berthierita e pirrotita, com estibnita, galena, cobaltita, ullmanita, argentopentlandita e tetraedrita como opacos subordinados.
Além do tipo de mineralização orogênicas também são descritas mineralização do estilo Jacutinga (ouro paladiado) como uma extensa faixa mineralizada, descontínua por mais de 60 km, desde Mariana até Itabira. Possui diversas minas abandonadas no contexto do QF. É uma classe especial de depósito de ouro paladiado hospedado em itabiritos da Formação Cauê. São corpos de minério de origem hidrotermal, controlados estruturalmente. Formam veios ricos em ouro-elementos do grupo da platina (EGP) com hematita especular, quartzo, talco e/ou caolinita, e livres de sulfetos. Considerados como do Cambriano (495,6 ± 2,2 Ma, método U-Pb LA-ICP-MS), os veios cortam ou acham-se paralelos à foliação dos itabiritos. A percolação de fluidos foi provavelmente impulsionada pela fase de colapso do orógeno Araçuaí.
Ainda, depósitos do tipo “Paleoplaceres” são hospedados em metaconglomerados basais na Formação Moeda (espessura de 1000 m) com ouro e urânio associados, especialmente nos sinclinais Moeda, Gandarela e Ouro Fino, com depósitos que cobrem 17.000 km².

### Depósitos de minério de ferro
O Quadrilátero Ferrífero cunhou a principal província mineral ferrífera do Brasil ao longo do tempo. As formações ferríferas ali aflorantes são denominadas de itabirito, a partir de termo indígena introduzido no vocabulário geocientífico pelo geólogo alemão W. L. von Eschwege, no início do século XIX, e pertencem à sequência plataformal do Supergrupo Minas de idade paleoproterozoica (2,4 bilhões de anos), que compreende rochas pelíticas, arenosas e carbonáticas. Corpos maciços e friáveis de minério se formam pela recorrência de processos supergênicos durante o período Neogeno, sobre minérios formados por enriquecimento hidrotermal durante o período Riaciano.
O Quadrilátero Ferrífero é comumente dividido em dois domínios estruturais. O ocidental, onde predominam estruturas associadas à orogênese riaciana/paleoproterozoica (aproximadamente 2,1 a 2,0 Ga), e o oriental, onde observa-se imbricamento de rochas de diferentes unidades e graus metamórficos pela superposição de estruturas tectônicas formadas durante a orogênese Brasiliana ao final do neoproterozoico.
Nos depósitos do domínio ocidental (Feijão, Jangada, Tamanduá, Pico, Vargem do Lopes, Capitão do Mato), o minério é geralmente maciço a bandado, com corpos tabulares ou aproximadamente colunares. Magnetita está quase sempre presente em corpos de minério no domínio ocidental do Quadrilátero Ferrífero oxidada em maghemita /kenomagnetita, na forma de relictos inclusos em agregados de grãos anédricos a subédricos de martita e hematita constituindo uma trama granoblástica. Em zonas de cisalhamento, a deformação produz uma trama orientada de cristais elongados de hematita (especularita). No domínio oriental, onde a deformação atuou de forma mais pervasiva, os corpos de alto teor (Fazendão, Timbopeba, Alegria, Brucutu, Cauê, Conceição) são em grande parte xistosos com aumento da proporção de especularita.
No QF são lavrados corpos de minério de ferro de alto teor, compacto a semifriável e friável, com teores históricos ≥ 64% Fe, além de itabirito enriquecido com teores entre 30 e 60% Fe. Os principais depósitos em produção compreendem o chamado Complexo Itabira (Cauê, Conceição, Dois Córregos, Onça, Esmeril, Chacrinha e Periquito), Minas Centrais (Água Limpa, Brucutu, Córrego do Meio e Gongo Soco), Complexo Mariana (Alegria, Timbopeba, Fábrica Nova, Fazendão e Morro da Mina) e Minas do Oeste (Córrego do Feijão e Fábrica) minerados pela VALE. O Complexo de Alegria é administrado pela sociedade BHP Billiton/VALE e o depósito de Casa de Pedra, que contém o maior corpo de alto teor do Quadrilátero Ferrífero e já vem sendo explorado a 105 anos, e desde 1946 pertence à Companhia Siderúrgica Nacional. Todos esses corpos foram intensivamente minerados nos últimos 30 anos, tendo a VALE atingido, em 2013, a produção total de 190 milhões de toneladas (Mt). Estima-se, para a VALE, uma reserva restante da ordem de 600 Mt para minérios de alto teor (>62%), além de 2.100 Mt fora das áreas atuais de lavra. As reservas de minério de baixo teor (itabirito friável e semifriável - 30 a 60% Fe) estão entre 6.000 e 8.000 Mt sendo 4.000 Mt. minério com teor em Fe >52%, e os recursos inferidos chegam a aprox. 25.000 Mt.